# Rafael dos Santos Silva
Rafael dos Santos Silva (* 27. August 1982 in São Paulo) ist ein ehemaliger brasilianischer Fußballspieler.

## Karriere
Rafael begann seine Karriere 2001 beim Erstligisten Guarani FC. 2002 wechselte er auf Leihbasis zum griechischen Akratitos Ano Liosia. 2003 kehrte er zu Guarani zurück. 2004 wechselte er zu SC Corinthians. 2005 wechselte er zum Zweitligisten Grêmio FBPA. 2005 feierte er mit dem Verein die Zweitligameisterschaft und den Aufstieg in die erste Liga. Danach spielte er bei CA Juventus, Ōita Trinita, EC Bahia und EC Santo André.